# Waldron Spurs
I Waldron Spurs sono un gruppo di speroni rocciosi antartici, situati all'estremità orientale della parte terminale del Ghiacciaio Shackleton, alle pendici dei Monti della Regina Maud, in Antartide.

## Storia
Sono stati scoperti dall'United States Antarctic Service (USAS) nel periodo 1939–41.
La denominazione è stata assegnata dall'Advisory Committee on Antarctic Names (US-ACAN) in onore del capitano di corvetta James E. Waldron, della U.S. Navy Reserve, pilota della squadriglia VX-6 nel 1957-58.